# Irréligion en Nouvelle-Zélande
L'irréligion en Nouvelle-Zélande fait référence à l'athéisme, l'agnosticisme, le déisme, le scepticisme religieux et l'humanisme séculier dans la société néo-zélandaise. La Nouvelle-Zélande d'après-guerre est devenue un pays hautement laïc, ce qui signifie que la religion ne joue pas un rôle majeur dans la vie d'une grande partie de la population.
Bien que la Nouvelle-Zélande n'ait pas de religion d'État, le christianisme est la religion la plus répandue depuis la colonisation européenne généralisée au XIXe siècle.

## Démographie

L'augmentation de la proportion de la population enregistrée comme n'ayant « pas de religion » au cours des six derniers recensements.

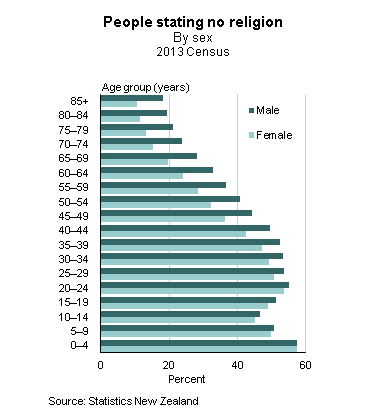
Recensement de 2013, graphique des personnes ne déclarant aucune religion par sexe et par âge. L'irréligion est la plus élevée chez les hommes et les jeunes générations.

Statistics New Zealand recueille des informations sur l'appartenance religieuse lors du recensement quinquennal. Remplir un formulaire de recensement est obligatoire pour toute personne en Nouvelle-Zélande, mais les répondants peuvent s'opposer à répondre à la question de l'appartenance religieuse, et environ 6% s'y opposent. La tendance montre une proportion croissante de résidents en Nouvelle-Zélande ne déclarant aucune appartenance religieuse. Au recensement de 1991, 20,2 % appartenaient à cette catégorie. La proportion a plus que doublé en deux décennies, atteignant 41,9% lors du recensement de 2013, et a de nouveau augmenté pour atteindre 48,2% lors du recensement de 2018, lorsque pour la première fois une majorité de Néo-Zélandais ont déclaré "aucune religion".
Il y a un débat important parmi les sociologues sur l'interprétation de cette tendance dans les données de recensement. L'augmentation de ceux indiquant « sans religion » est souvent citée à l'appui de la thèse de la sécularisation. Une théorie alternative est que les données indiquent un déclin de l'affiliation religieuse institutionnelle plutôt qu'une simple diminution de la croyance spirituelle. Une enquête de 1985 a montré qu'environ un quart de ceux qui répondaient « sans religion » pouvaient croire en un dieu et qu'à l'inverse, entre 7 % et 36 % des chrétiens (selon leur confession) ne croyaient pas à l'existence des divinités.
L'International Social Survey Programme a été mené en Nouvelle-Zélande par l'Université Massey en 2008. Il a reçu des réponses par courrier d'environ un millier de Néo-Zélandais de plus de 18 ans, enquêtant sur des questions de croyances et de pratiques religieuses. Les résultats de cette enquête ont indiqué que 72% de la population croyait en un dieu ou une puissance supérieure, 15% étaient agnostiques et 13% étaient athées (avec une marge d'erreur de 3%).
Selon un rapport de l'American Physical Society, la religion pourrait disparaître en Nouvelle-Zélande et dans huit autres pays du monde occidental,,.
Au recensement néo-zélandais de 2018, ceux qui n'étaient pas affiliés à une religion étaient plus nombreux que ceux qui avaient une religion pour la première fois.

## L'irréligion dans la société
La Société humaniste de Nouvelle-Zélande et l'Association néo-zélandaise des rationalistes et des humanistes promeuvent une vision laïque de la vie sans référence aux agents surnaturels.
Une campagne pour créer des publicités similaires à la campagne de bus athée au Royaume-Uni a été lancée le 10 décembre 2009 et a récolté 10 000 dollars de dons en 48 heures, ce qui en fait l'une des campagnes athées les plus réussies de tous les temps.

## Maoris et autres groupes ethniques
Te Ara : L'Encyclopédie de la Nouvelle-Zélande note qu'en 2013, 47% des personnes qui se sont identifiées comme européennes ou néo-zélandaises ont déclaré n'avoir aucune religion - tout comme 46% des Maoris et 30% des Asiatiques. Seuls 18 % des habitants du Pacifique et 17 % des personnes appartenant aux groupes ethniques du Moyen-Orient, d'Amérique latine et d'Afrique ont déclaré n'avoir aucune religion.